# 不安定核
不安定核（ふあんていかく）は、陽子と中性子のどちらかが過剰なせいで、短命な核種。エキゾチック核ともいう。
原子核は陽子と中性子で構成され、軽く安定な原子核でのその比はおおよそ1対1である（質量数の大きい原子核では陽子間のクーロン力のためエネルギーを損して中性子の方が多くなる）。
中性子数が通常より多いものを中性子過剰核、陽子数が通常より多いものを陽子過剰核と呼び、今までの安定核の物理には見られなかった現象、例えば中性子ハローや中性子スキンの存在、魔法数の変化などが確認されている。
これらの原子核は主に核分裂の際の分裂破片中に含まれていることが知られていた。RIビームの手法を用いて重イオン加速器を使ってエキゾチック原子核を系統的に合成することが可能となり、その性質を詳しく調べていくことが可能となってきている。
r過程は不安定核を経由して起きる過程と考えられており、宇宙における元素合成や、星の生成に関するメカニズムなどの研究にも密接な関わりを持っている。